# Industrialisation au Kazakhstan
 (mars 2025).
Si vous disposez d'ouvrages ou d'articles de référence ou si vous connaissez des sites web de qualité traitant du thème abordé ici, merci de compléter l'article en donnant les références utiles à sa vérifiabilité et en les liant à la section « Notes et références ».
 (février 2025).
La mise en forme du texte ne suit pas les recommandations de Wikipédia : il faut le « wikifier ».
Les points d'amélioration suivants sont les cas les plus fréquents :
- Les titres sont pré-formatés par le logiciel. Ils ne sont ni en capitales, ni en gras.
- Le texte ne doit pas être écrit en capitales (les noms de famille non plus), ni en gras, ni en italique, ni en « petit »…
- Le gras n'est utilisé que pour surligner le titre de l'article dans l'introduction, une seule fois.
- L'italique est rarement utilisé : mots en langue étrangère, titres d'œuvres, noms de bateaux, etc.
- Les citations ne sont pas en italique mais en corps de texte normal. Elles sont entourées par des guillemets français : « et ».
- Les listes à puces sont à éviter, des paragraphes rédigés étant largement préférés. Les tableaux sont à réserver à la présentation de données structurées (résultats, etc.).
- Les appels de note de bas de page (petits chiffres en exposant, introduits par l'outil «  Source ») sont à placer entre la fin de phrase et le point final[comme ça].
- Les liens internes (vers d'autres articles de Wikipédia) sont à choisir avec parcimonie. Créez des liens vers des articles approfondissant le sujet. Les termes génériques sans rapport avec le sujet sont à éviter, ainsi que les répétitions de liens vers un même terme.
- Les liens externes sont à placer uniquement dans une section « Liens externes », à la fin de l'article. Ces liens sont à choisir avec parcimonie suivant les règles définies. Si un lien sert de source à l'article, son insertion dans le texte est à faire par les notes de bas de page.
- La présentation des références doit suivre les conventions bibliographiques. Il est recommandé d'utiliser les modèles {{Ouvrage}}, {{Chapitre}}, {{Article}}, {{Lien web}} et/ou {{Bibliographie}}. Le mode d'édition visuel peut mettre en forme automatiquement les références.
- Insérer une infobox (cadre d'informations à droite) n'est pas obligatoire pour parachever la mise en page.

Pour une aide détaillée, merci de consulter Aide:Wikification.
Si vous pensez que ces points ont été résolus, vous pouvez retirer ce bandeau et améliorer la mise en forme d'un autre article.
 (février 2025).
L’industrialisation du Kazakhstan est un processus d’augmentation forcée du potentiel industriel du pays, mis en œuvre sur la période 2010 à 2022 afin de réduire le retard de l’économie par rapport aux pays développés.

## Histoire
Le programme de développement « Kazakhstan-2030 », présenté au peuple kazakh pour la première fois en 1997 dans le discours du Président du Kazakhstan, Noursoultan Nazarbaïev, soulignait la nécessité de diversifier la production afin de s’éloigner de la structure de l’économie fondée sur les matières premières :

« La diversification de la production nous aidera à assurer une croissance durable. Tant que dans les conditions de forte concurrence des importations libérales, le processus d’adaptation de la production et d’industries entières au marché est en cours, tant que nos produits, à l’exception des matières premières, ne sont pas compétitifs sur le marché mondial, nous glissons de plus en plus vers une structure de production lourde en matières premières, alors que l’ensemble du monde civilisé et en voie de développement va exactement dans la direction opposée. Le déclin de la production et sa structure régressive constituent un facteur doublement dangereux qui ne peut plus être négligé. Si le marché libre est réellement libre, il créera de nouvelles industries dans le pays. Notre tâche consiste à présenter le Kazakhstan aux yeux de la communauté mondiale comme un lieu attrayant pour les investissements, à attirer activement les investisseurs dans les secteurs les plus importants. »

En 2008, le Kazakhstan a subi les conséquences de la Crise économique mondiale. Au cours de l’année, le potentiel d’exportation du pays s’est affaibli, le prix du pétrole a été diminué par 4 fois et celui des métaux par 2. La monnaie nationale, le tenge, a été fortement dévaluée. Cependant, en 2009, un an après le début de la crise, la croissance de l’économie kazakhe était de 1,1 %, celle de l’industrie de 1,7 %. À l’époque, sur les instructions du Président, le Gouvernement du Kazakhstan a élaboré le Programme d’État de développement industriel et innovant forcé et la Carte de l’industrialisation du pays,. Le Président a demandé au Gouvernement de se concentrer sur sept secteurs prioritaires : 1) le complexe agro-industriel et la transformation des produits agricoles, 2) le développement de l’industrie de la construction et la production de matériaux de construction, 3) le développement des infrastructures de raffinage du pétrole et du secteur pétrolier et gazier, 4) le développement de la métallurgie et la production de produits métalliques finis, 5) le développement accéléré des industries chimiques, pharmaceutiques et celle de la défense, 6) l’énergie, 7) le développement des infrastructures de transport et de télécommunication.
En 2010, a débuté le premier programme industriel quinquennal dans le cadre du GPFIIR 2010 – 2014 (NdT : Programme d’État de développement industriel et innovant forcé). Dans le cadre des projets de la Carte d’industrialisation, le Kazakhstan a commencé à produire plus de 500 nouveaux types de produits. Par exemple, dans l’industrie de la construction mécanique, la SARL Toulpar Talgo a commencé la production de voitures de chemin de fer, la SA Lokomotiv Kourastyruu Zauyty – la production de locomotives, SARL Electrovoz Kourastyrou Zauyty – la production de locomotives électriques, la SARL Prommachkomplekt – la production d’aiguillages, de croix, de roues laminées pleines, la SARL SaryArkaAvtoprom – la production de voitures Ssang Yong de modèle Nomad, JAC, IVECO, Hyundai, Chevrolet Niva par la méthode d’assemblage de petites unités, la SA KAMAZ-Engineering – la production de camions KAMAZ, de camions à benne et de véhicules spéciaux, la SA Kentautski Transformatorni Zavod – la production de transformateurs électriques, la SARL Karlskrona – la production d’équipements de pompage et de vannes d’arrêt, la SARL Maker – la production d’équipements d’exploitation minière.
Au total, au cours des cinq premières années du Programme d’État de développement industriel et innovant forcé, il était prévu de mettre en œuvre 294 projets d’une valeur de 8 100 milliards de tenges (plus de 40 % du PIB du pays), de créer 161 000 emplois ; et 207 000 emplois pendant la période de construction.
Le soutien aux entreprises a été fourni par le biais d’instruments tels que les prêts préférentiels et le crédit-bail, les subventions à l’innovation et à l’exportation et le soutien aux services. Dans le cadre de la mise en œuvre du deuxième Programme d’État de développement industriel et innovant forcé, des activités ont été menées pour attirer les sociétés transnationales dans le secteur de la transformation afin de créer des biens d’exportation et de permettre au Kazakhstan d’accéder aux marchés mondiaux.
La politique d’industrialisation a permis au Kazakhstan de figurer en 2012 parmi les 50 pays du monde dont le PIB de l’économie est le plus élevé. En général, au cours des années de mise en œuvre du programme d’industrialisation, environ 1 300 projets (principalement le complexe agro-industriel, l’industrie de la construction, la construction de machines) d’une valeur de 8 000 milliards de tenges ont été mis en service et plus de 120 000 emplois permanents ont été créés. La contribution du secteur manufacturier à l’industrie est passée de 31,8 % en 2010 à 36 % à la fin de 2018, et sa part dans le PIB était de 11,9 %,.